# Joubert Araújo Martins
Joubert Araújo Martins (Cuiabá, 1975. január 7. –) brazil válogatott labdarúgó.
A brazil válogatott tagjaként részt vett az 1995-ös és az 1999-es Copa Americán és az 1996-os CONCACAF-aranykupán és az 1999-es konföderációs kupán.

## Statisztika
| Brazil válogatott | Brazil válogatott | Brazil válogatott |
| Időszak           | Mérk.             | gól               |
| ----------------- | ----------------- | ----------------- |
| 1995              | 2                 | 0                 |
| 1996              | 2                 | 0                 |
| 1997              | 0                 | 0                 |
| 1998              | 0                 | 0                 |
| 1999              | 8                 | 0                 |
| Összesen          | 12                | 0                 |